# Glycymeris pilosa
Glycymeris pilosa is een tweekleppigensoort uit de familie Glycymerididae. De wetenschappelijke naam werd in 1767 gepubliceerd door Carl Linnaeus.